# Jarosław Rola
Jarosław Rola (ur. 2 marca 1980) – polski sportowiec, paraolimpijczyk uprawiający narciarstwo alpejskie, uczestnik Paraolimpiady w Turynie.

## Życiorys
W wieku siedemnastu lat został porażony prądem z uszkodzonej linii wysokiego napięcia (miał poparzone 90% powierzchni ciała). Uratowano go w Klinice w Siemianowicach Śląskich, jednak utracił możliwość chodzenia. Projektuje i wykonuje sprzęt sportowy dla osób niepełnosprawnych ruchowo. Od 2007 bierze udział w rajdach przeprawowych samochodów terenowych. W roku 2010 będzie brał udział w Paraolimpiadzie w Vancouver, na którą zdobył już wymagane kwalifikacje. Jest konstruktorem m.in. trójkołowego handbike’a górskiego, którego konstrukcja pozwala na zdobywanie górskich szczytów. Jego amortyzowany rower ręczny był pierwszą taką konstrukcją i zapoczątkował rozwój handbike’ów górskich na świecie. Na swoim rowerze Jarosław Rola zdobywał między innymi szczyt Śnieżki (1602 m n.p.m.) i Kilimandżaro (5895 m n.p.m.).

## Wyprawy górskie
Jako pierwsza osoba niepełnosprawna poruszająca się na wózku, w 2006 roku zdobył szczyt Śnieżki na specjalnie zaprojektowanych przez siebie rowerze. W 2008 roku brał udział w wyprawie na Kilimandżaro, również na rowerze swojej konstrukcji (wspierała go Fundacja Anny Dymnej).

## Aktualna działalność
- Jarosław Rola prowadzi stronę internetową www.sport-on.com dla niepełnosprawnych sportowców.
- Prowadzi pierwszą w Polsce szkołę narciarską dla osób niepełnosprawnych poruszających się na wózkach.
- Prowadzi firmę produkującą sprzęt sportowy dla niepełnosprawnych.

## Osiągnięcia sportowe

### Narciarstwo Alpejskie
- 2003, 2004, 2005, 2006, 2007, 2008, 2009, 2010 Mistrzostwo Polski w Narciarstwie Alpejskim: slalom
- 2003, 2004, 2005, 2006, 2007, 2008 – Mistrzostwo Polski w Narciarstwie Alpejskim: gigant
- 2004 Mistrzostwa Świata Wildschonau Austria – 12. miejsce: slalom
- 2004 Mistrzostwa Świata Wildschonau Austria – 13. miejsce: gigant
- 2006 Paraolimpiada Turyn – 10. miejsce: slalom
- 2007 Puchar Świata Zoncolan Włochy – 6. miejsce: slalom
- 2007 Puchar Wschodni Kanwonland Korea – 2. miejsce: slalom
- 2007 Puchar Wschodni Kanwonland Korea – 3. miejsce: slalom
- 2008 Puchar Europy Solleftea Szwecja – 4. miejsce: slalom
- 2008 Klasyfikacja Generalna Pucharu Europy – 8. miejsce slalom
- 2009 Puchar Europy Jasna Słowacja – 4. miejsce: slalom
- 2009 Mistrzostwa Świata Kanwonland Korea – 13. miejsce: slalom
- 2009 Klasyfikacja Generalna Pucharu Europy – 7. miejsce: slalom
- 2010 Puchar Europy La Molina Hiszpania – 3. miejsce: slalom

### Rajdy samochodowe
- 2009 Rajd samochodów terenowych off-road „Sombin” – 6. miejsce.

### Wyprawy górskie
- 2006 Zdobycie szczytu Śnieżki (1602 m n.p.m.) na rowerze napędzanym rękoma
- 2007 Podnóże lodowca Kitzsteinhorn (2800 m n.p.m.) na rowerze napędzanym rękoma
- 2008 Wyprawa na Kilimandżaro (5895 m n.p.m.) na rowerze napędzanym rękoma
- 2011 Ponowne zdobycie Śnieżki oraz przejazd przez całe pasmo Karkonoszy od przełęczy Okraj do Szrenicy

## Media
- TVP – narciarstwo alpejskie niepełnosprawnych
- TVN24 – Kilimandżaro. tvn24.pl. [zarchiwizowane z tego adresu (2009-08-04)].
- TVN24 – szkolenie narciarskie. tvn24.pl. [zarchiwizowane z tego adresu (2009-02-27)].
- TVN – Zdobycie Śnieżki
- TVP1 Karkonosze 2011